# 久美嘉措

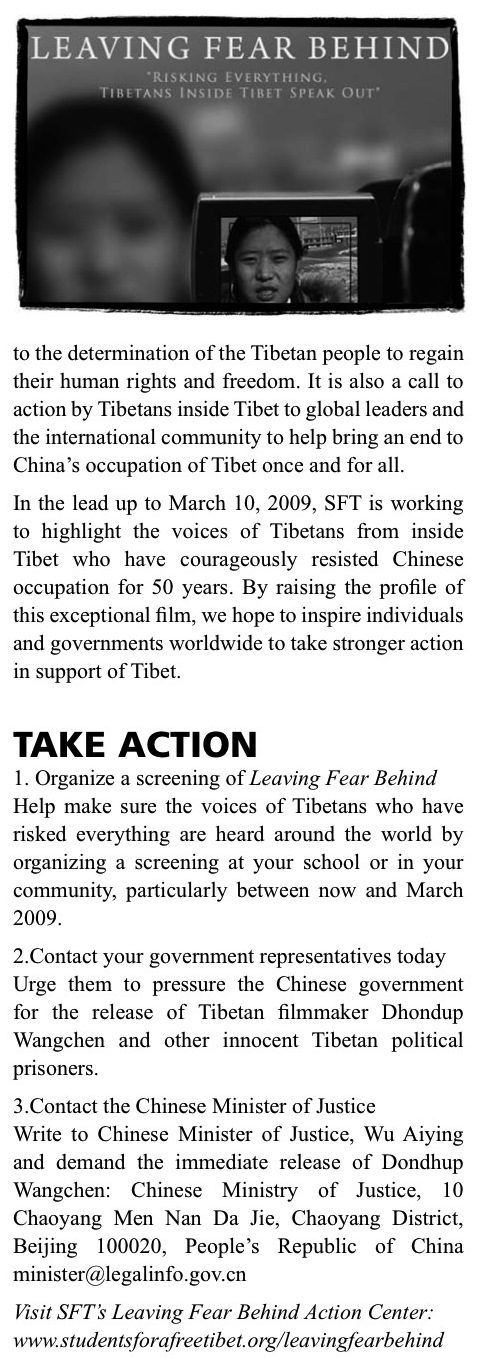

久美嘉措（藏語：འཇིགས་མེད་རྒྱ་མཚོ་，THL：Jigme Gyatso），是一名藏族比丘暨製片人，西藏獨立運動人士。在協助拍攝紀錄片《不再恐惧》後，久美嘉措於2008年3月被中華人民共和國政府逮捕。他聲稱自己在被捕後受到了一系列的折磨。
久美嘉措的其他名稱包括果洛久美（藏語：མགོ་ལོག་འཇིགས་མེད་，THL：Golog Jigme）、晋美罗藏（藏語：འཇིགས་མེད་བློ་བཟང་，THL：Jigme Lobsang），以及他皈依前的名稱罗扎（Lotra）。

## 《不再恐惧》
於2007年至2008年期間，久美嘉措協助了西藏製片人當知項欠拍攝和製作紀錄片《不再恐惧》。《不再恐惧》是一齣關於訪問西藏人的紀錄片，他們主要訪問了西藏人對達賴喇嘛以及中國政府的看法。3月，二人完成了拍攝工作，並馬上將錄影帶運離拉薩。當時正是西藏騷亂開始蔓延的時候。於同年3月28日，久美嘉措和當知項欠在青海省佟德被中國政府逮捕。
長25分鐘的紀錄片《不再恐惧》主要揭露了西藏人民對中國能夠舉辦2008年夏季奧運會的不滿、對達賴喇嘛的景仰、以及對西藏漢族移民的不滿。《紐約時報》更將《不再恐惧》形容為一個「對中國政府的一個未經修飾的起訴書」。《不再恐惧》是由總長40小時的影片剪接而成，而且全部影片均由同一部攝錄機錄影。《不再恐惧》於2008年夏季奧運會當天首映。

## 逮捕和監禁

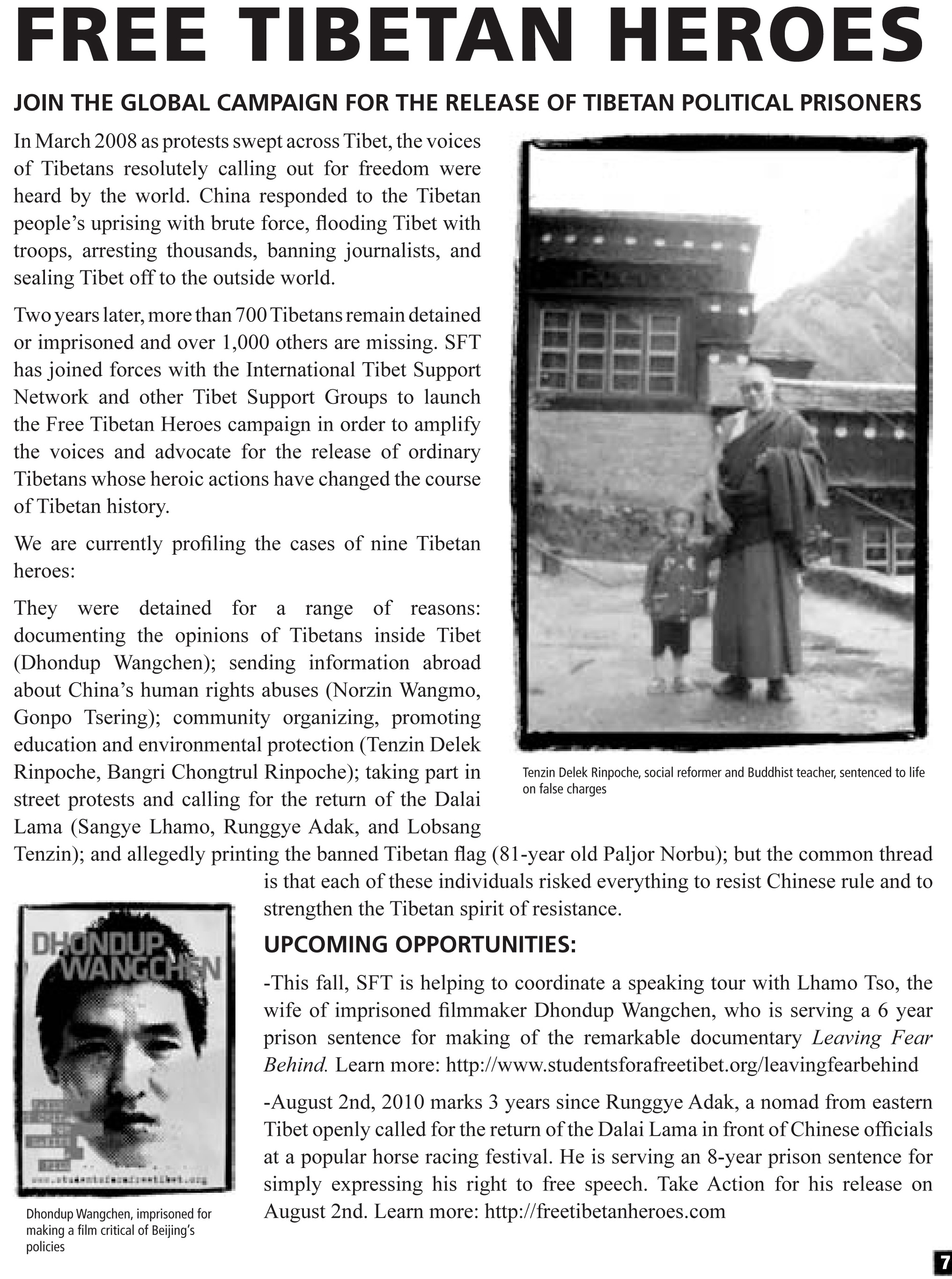
全球運動要求中國釋放圖博英雄政治犯們

久美嘉措在被逮捕後，被中國政府囚禁於臨夏監獄長達7個月。在囚禁結束後，久美嘉措指出他在囚期間曾遭受到一系列的折磨。前線捍衞者、保護記者委員會、以及西藏人權與民主中心均表示支持久美嘉措。於2009年5月2日，久美嘉措獲批准回到自己的寺院。
於2012年11月5日，久美嘉措由蘭州前往合作市，並於合作市被甘肅省公安廳逮捕。2014年5月，流亡印度达兰萨拉。

## 外部連結
- 《不再恐惧》官方網站